# Pierre Mazeaud
Pierre Mazeaud (Lione, 24 agosto 1929) è un alpinista, giurista e politico francese.
Pierre Mazeaud, conosciuto all'estero soprattutto per la sua attività di alpinista svolta nel corso di oltre un trentennio, vanta una carriera di altissimo livello nell'apparato politico e giudiziario francese.

## Carriera politico-giudiziaria
Entra in magistratura nel 1960. Da sempre impegnato in politica nel movimento gollista, più volte chiamato a far parte di gabinetti ministeriali, è deputato all'Assemblée nationale dal 1968 al 1973 e dal 1988 al 1998, ricoprendo la carica di vice presidente nei bienni 1992-93 e 1997-98. Dal 1973 al 1976 è segretario di Stato allo sport nei governi Messmer II e III e nel primo governo Chirac. Dal 1976 al 2005 fa parte del Consiglio di Stato. Dal 1987 al 1997 è giudice titolare nell'Alta Corte di Giustizia, della quale è stato anche vice presidente. Membro del Consiglio costituzionale dal 1998, ne diventa presidente nel febbraio 2004 su designazione di Jacques Chirac, carica retta fino alla fine del suo mandato nel 2007. Dal 2007 al 2008 è vice presidente della commissione presieduta da Édouard Balladur che ha allestito il progetto di riforma costituzionale approvato dal parlamento in seduta comune nel luglio 2008.

## Carriera alpinistica
Nel 1959 partecipa nella cordata guidata da René Desmaison sulla Ovest delle Lavaredo all'apertura della via in artificiale dedicata a Jean Couzy, perito in un incidente in montagna l'anno prima. Nel corso della sua attività si lega con diversi grandi alpinisti del periodo, non solo francesi come André Contamine (Contamine-Mazeaud al Mont Blanc du Tacul), Ignazio Piussi (con Roberto Sorgato sulla Punta Tissi), Toni Hiebeler (Nord del Cervino in invernale nel gennaio 1962, con Toni Kinshofer e Erich Krempke).
Nel 1961 effettua un tentativo di scalata al Pilone Centrale del Frêney in compagnia degli alpinisti francesi Pierre Kohlmann, Robert Guillaume e Antoine Vieille. Ad essi si unisce, nel corso dell'ascesa, una cordata italiana composta da Walter Bonatti, Andrea Oggioni e Roberto Gallieni. 
Per il cattivo tempo che imperverserà più giorni, viene decisa la ritirata ma il tentativo termina in tragedia con la morte di quattro alpinisti (tre per sfinimento e uno caduto in un crepaccio). Per giorni di loro non si seppe nulla. A dare l'allarme a Courmayeur furono le guide alpine Gigi Panei e Alberto Tassotti che, nella bufera, raggiunsero il rifugio de La Fourche e scoprirono la destinazione della cordata italo-francese. Panei diede la notizia a Toni Gobbi e così partirono i soccorsi. Gli unici sopravvissuti saranno Bonatti, Gallieni e lo stesso Mazeaud (rimasto bloccato - insieme ad Andrea Oggioni - da un gioco di corde ghiacciate nel Canalino dell'Innominata), soccorso in un secondo tempo dopo l'allarme dato dai primi due giunti al Rifugio Gamba, dove pernottavano le squadre di soccorso. Sarà grazie alla sua testimonianza a favore di Bonatti, diventato suo grande amico, che questi riceverà la Legion d'Onore.
Nel 1962 per commemorare i compagni scomparsi si lega a Walter Bonatti per aprire la via dell'amicizia sulla parete sud delle Petites Jorasses.
Autore di diversi libri autobiografici sulla sua vita alpinistica, tra cui Montagne pour un homme nu ("Montagne per un uomo vero" nell'edizione italiana), nel 1964 è nella cordata protagonista del film Una cordata europea di Lothar Brandler
Con l'amico Roberto Sorgato, dopo un tentativo nel 1967 che costò loro un bivacco di otto giorni nella tempesta, nell'agosto 1971 sale i difficili pilastri a sinistra della Major, sul versante del Ghiacciaio della Brenva del Monte Bianco, aprendo la Super Major.
È stato il primo francese a completare l'ascensione al Monte Everest nel 1978, insieme ai connazionali Jean Afanassieff, Nicolas Jaeger e all'austriaco Kurt Diemberger.

## Onorificenze
- Commendatore dell'Ordine di Taniti Nui